# Du och jag mot världen
Du och jag mot världen, skriven av Bobby Ljunggren, Fredrik Kempe och Henrik Wikström, är en duett som Fredrik Kempe och Sanna Nielsen framförde ihop i den svenska Melodifestivalen 2005. Bidraget deltog vid semifinalen i Linköping den 19 februari 2005, och tog sig direkt vidare till finalen i Globen den 12 mars samma år och slutade där på nionde plats.

## Singeln
"Du och jag mot världen" släpptes på singel den 8 mars 2005, och låg som högst på 20:e plats på försäljnigslistan för singlar i Sverige.
Melodin testades på Svensktoppen, och efter två försök fick den tillbringa en vecka på listans niondeplats den 10 april 2005 innan den lämnade listan.

## Låtlista
1. Du och jag mot världen (originalversion)
2. Du och jag mot världen (karaokeversion)

## Listplaceringar
| Lista (2005) | Topplacering |
| ------------ | ------------ |
| Sverige      | 20           |

### Fotnoter
1. ↑  Svensktoppen - 10 april 2005
2. ↑  Svensktoppen - 17 april 2005
3. ↑  Placeringar på den svenska singellistan